# Camera dell'assemblea (Barbados)
La Camera dell'assemblea di Barbados (in inglese House of Assembly of Barbados) è la camera bassa del parlamento dello stato caraibico barbadiano. È composta di 30 deputati, rappresentanti il popolo di Barbados, eletti in circoscrizioni elettorali con un sistema maggioritario a turno unico.